# Altiplano

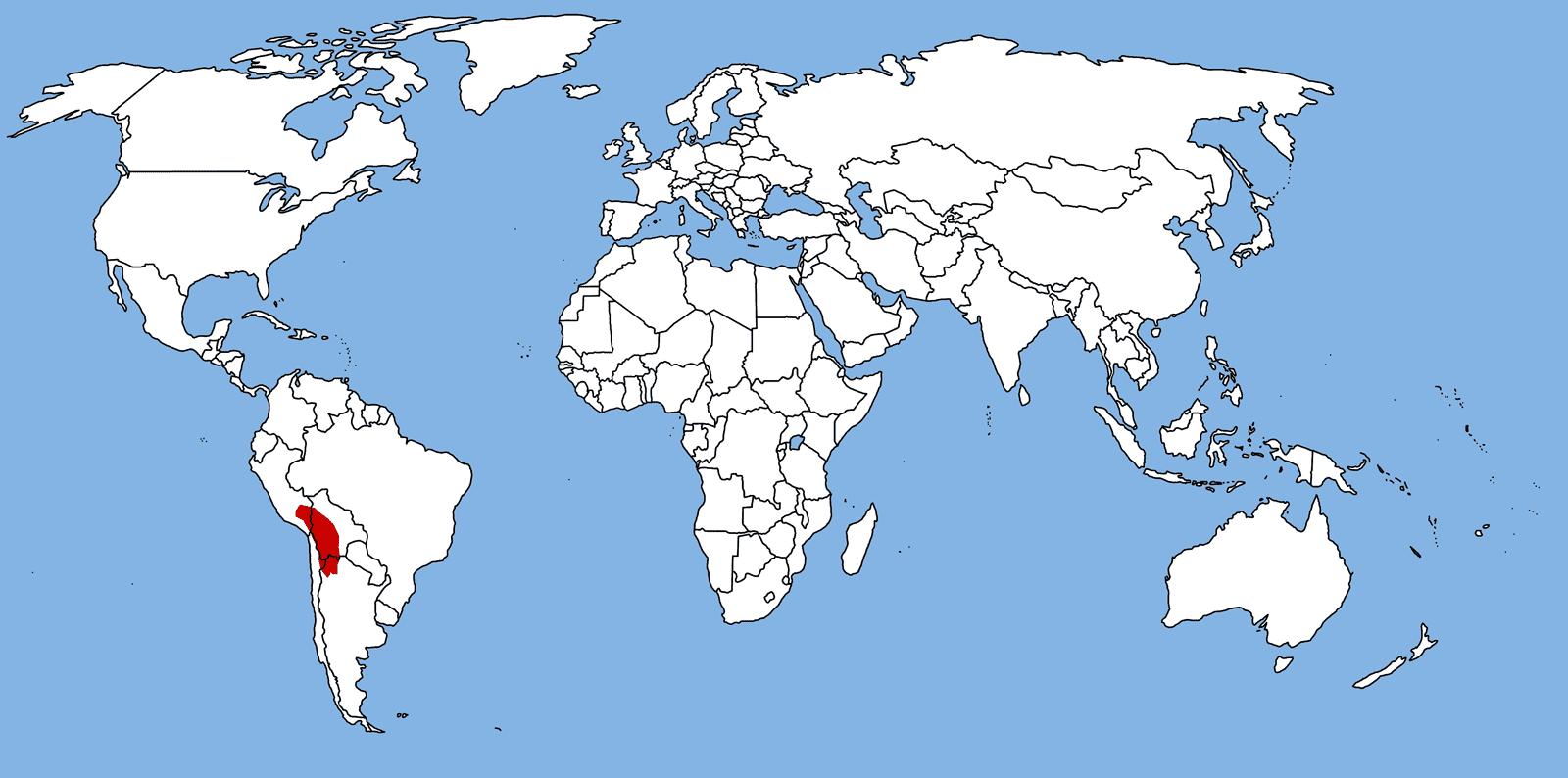
Planisfero con l'indicazione della posizione dell'Altiplano.

Altiplano (o Meseta del Collao) è un termine spagnolo che indica un'area interna di un bacino endoreico situata nelle Ande centrali. Si tratta del secondo più grande altopiano montuoso al mondo dopo quello del Tibet; l'altezza media è di circa 3658 metri.
 

La maggior parte dell'Altiplano si trova all'interno del territorio boliviano e peruviano, mentre la sua parte meridionale si trova tra il Cile e l'Argentina. L'Altiplano ospita diverse città come El Alto, Oruro, Puno e Juliaca. Il lago Titicaca occupa il bacino settentrionale; a sud si trovano il lago Poopó e le saline Coipasa e Uyuni. L'Altiplano è stato il sito di molte culture precolombiane tra cui i Tiahuanaco e l'Impero Inca. Le principali attività economiche nella zona comprendono l'industria mineraria, l'allevamento di lama e vigogna, e servizi nelle città.

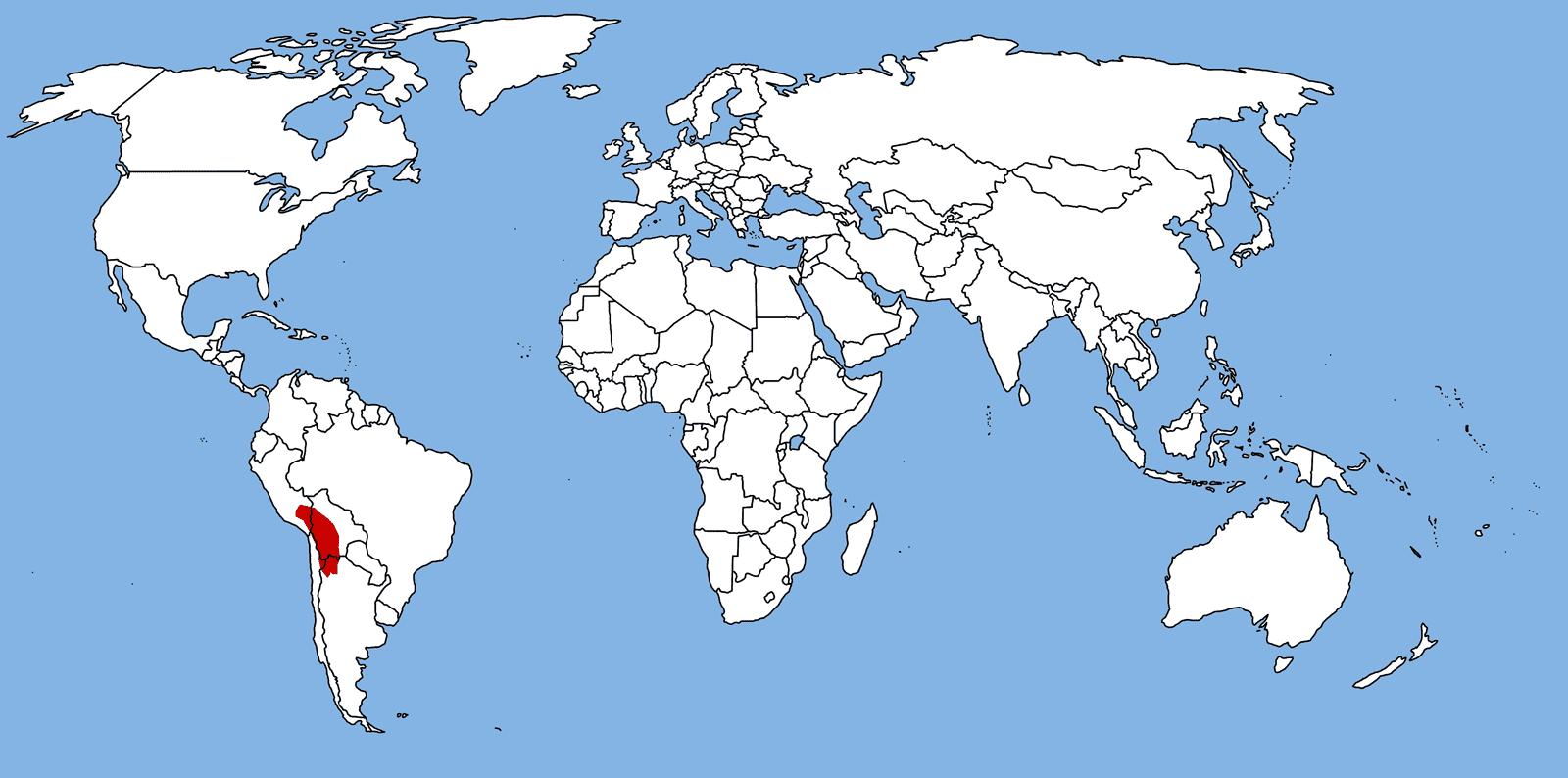

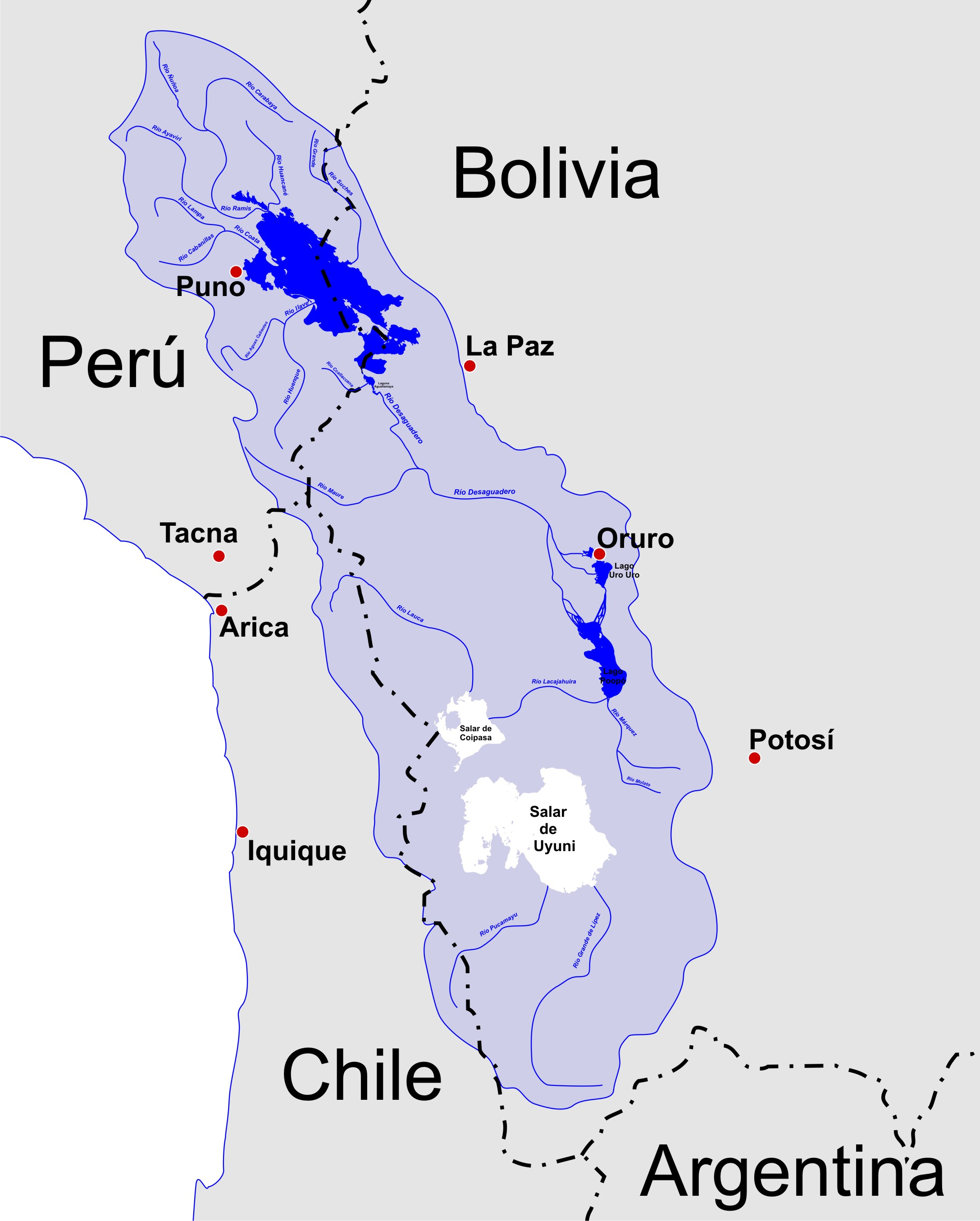
Mappa delle principali conche endoreiche appartenenti all'altipiano andino. Al nord, il Sistema Lago Titicaca-Desaguadero-Lago Poopó-Salar de Coipasa, al sud, la conca del Salar de Uyuni.

## Posizione
L'altopiano andino è racchiuso da ovest da alti vulcani attivi appartenenti a quella che è chiamata zona vulcanica delle Ande centrali: Ampato (6288 m), Tutupaca (5816 m), Nevado Sajama (6542 m), Parinacota (6348 m), Guallatiri (6071 m), Cerro Paroma (5728 m), Cerro Uturuncu (6008 m) e Licancabur (5916 m). A questi si aggiungono i vulcani della Cordigliera Real, a nord-est, con Illampu (6368 m), Huayna Potosí (6088 m), Ancohuma (6427 m) and Illimani (6438 m). A sud-ovest abbiamo il deserto di Atacama e ad est la foresta amazzonica.

## Clima
In generale, il clima è freddo, da umido a semiarido e anche arido, con temperature medie annue che variano dai 3 °C nei pressi della catena montuosa occidentale ai 12 °C nei pressi del lago Titicaca; la piovosità totale annua varia tra meno di 200 mm sud-ovest a più di 800 mm nei pressi del lago Titicaca. L'escursione termica diurna è molto ampia, con temperature massime di  12 ÷ 24 °C e minime fino a −20 °C. Le temperature più fredde si verificano nella parte sud-occidentale dell'Altiplano durante i mesi di giugno e luglio, che corrispondono all'inverno australe. Il ciclo stagionale delle precipitazioni è marcato, con la stagione delle piogge concentrata tra dicembre e marzo. Il resto dell'anno tende ad essere molto asciutto, fresco, ventoso e soleggiato. Nevicate possono verificarsi tra aprile e settembre, soprattutto al nord, ma non è molto comune (da una a cinque volte l'anno).